# François-Auguste Gevaert
François-Auguste Gevaert (Huise (Flandes Oriental ), 30 de juliol, 1828 - Brussel·les, 24 de desembre, 1908), va ser un compositor i escriptor musical belga.

## Biografia
Gevaert, fill d'un forner, va estudiar harmonia i contrapunt amb Martin-Joseph Mengal, director del Conservatori de Gant. El 1847 el Conservatori de Brussel·les li va concedir el Prix de Rome de Bèlgica per la seva cantata Le roi Lear. La seva primera feina va ser com a professor de música en un institut jesuïta. Aquí va estudiar les obres de Mozart i Gluck per preparar la seva carrera com a compositor.
Després d'haver interpretat prèviament l'òpera en tres actes Hugues de Zonnerghem i l'òpera còmica en un acte Comédie à la Ville a Gant, va començar un viatge el 1849 que el va portar via París a Itàlia, França, Espanya i Alemanya, després d'això es va retirar. El 1853 es va establir a París. Aquí va portar primer a l'escenari l'opereta còmica Georgette, després l'any 1854 l'òpera en tres actes Le Billet de Marguerite, que es va distingir per la seva riquesa de melodies i un treball sòlid, amb gran èxit. Posteriorment van seguir Les Lavandières de Santarem (1856), Quentin Durward (1857), Le Diable au Moulin (1859), Château-Trompette (1860) i Capitaine Henriot (1864).
A causa de l'èxit de les seves obres escèniques, el 1867 va ser nomenat director musical de l'Òpera de París, càrrec que feia anys que estava vacant. Durant l'agitació de la guerra francoprussiana de 1870, va marxar de París, però amb la intenció de tornar un cop acabades les hostilitats. El 1873 va ser acceptat com a membre extern de l'Acadèmia de Belles Arts de l'Institut de França.
Mentrestant, François-Joseph Fétis va morir i Gevaert va esdevenir director del conservatori de Brussel·les. Aquí va ampliar les assignatures ofertades i va poder contractar músics famosos com Henri Vieuxtemps, Eugène Ysaÿe, Edgar Tinel, Paul Gilson i Arthur De Greef. Amb el seu enfocament enèrgic, va aconseguir augmentar significativament el nivell d'ensenyament. Va fundar la "Sociéte des Concerts du Conservatoire", formada per professors i els millors alumnes, amb qui va interpretar obres de Bach i Händel, que encara eren completament desconegudes a Bèlgica aleshores, però també obres de Gluck, Mozart, Haydn i Beethoven. Obres de compositors contemporanis coneguts com Wagner, Franck, Grieg i Brahms només es van interpretar gradualment després de la seva mort.
Com a teòric de la música, Gevaert va escriure un Traité général d'Instrumentation (1864), que va ser traduït al rus per Txaikovski i la seva nova versió Nouveau traité d'instrumentation (1885) va ser traduïda a l'alemany per Hugo Riemann. També va publicar un Cours méthodique d'orchestration (1890), el Traité d'harmonie, théorique et pratique (1907) i, a més d'alguns escrits més petits, una Histoire et Théorie de la Musique de l'Antiquité. Juntament amb Raymund Schlecht i Peter Bohn, va ser membre fundador de l'associació per a la recerca d'antics manuscrits corals amb la finalitat de restaurar el cantus S. Gregorii de la catedral de Trèveris, director musical Michael Hermesdorff, a la qual també s'hi van unir altres importants investigadors, com Anselm Schubiger, Joseph Pothier i Robert Eitner i que probablement és el més popular als països de parla alemanya va dur a terme els treballs preparatoris més importants per a la restauració del cant gregorià.
Cap al final de la seva vida, el rei belga el va convertir en baró. Per aquesta ocasió, el rei li va ordenar que cantés la cançó nacional congolesa Vers l'avenir. El 1904 va rebre l'Ordre Pour le Mérite per a les Ciències i les Arts. Des de 1872 va ser membre de l'Académie Royale des Sciences, des Lettres et des Beaux-Arts de Belgique i va ser president de l'acadèmia el 1889, 1895 i 1905. Per Nadal de 1908, Gevaert va compondre una gran missa de Nadal, però va morir la vigília de Nadal, el dia abans de l'estrena.

## Obres (selecció)
- Te Deum (1843)
- Ouverture Flandre au lion (1848)
- Fantasía sobre motivos españoles (1850)
- Rèquiem (1853)
- Grand’ Messe de Noël - Puer natus est (1907)
- Quartet per a clarinet, trompa, fagot i piano

Cantates profanes

- België (1847)
- Le roi Léar (1847)
- Évocation patriotique (1856)
- De nationale verjaerdag (1857)
- Le retour de l’armée (1859)
- Jacob van Artevelde (1864)

Edicions

- Cellokonzert (Haydn)|Joseph Haydns Cellokonzert Nr. 2 D-Dur